# Paranthessius anemoniae
Genre
Espèce
Paranthessius anemoniae, unique représentant du genre Paranthessius, est une espèce de copépodes de la famille des Rhynchomolgidae.

## Distribution
Cette espèce se rencontre en Italie, en France, en Grande-Bretagne et en Irlande.
Ce copépode est associé aux anémones de mer Actinia equina, Aiptasia diaphana, Anemonia sulcata, Anemonia viridis et Sagartiogeton undatus et à l'ophiure Ophiothrix fragilis.

## Publication originale
- Claus, 1889 : Über neue oder wenig bekannte, halb-parasitische Copepoden, insbesondere der Lichomolgiden und Ascomyzontiden-Gruppe. Arbeiten aus dem Zoologischen Institute der Universität Wien und der Zoologischen Station in Triest, vol. 8, no 3, p. 1-44.